# Billie Jo Spears
Billie Jo Spears, född som Billie Jean Spears 14 januari 1937 i Beaumont, Texas, död 14 december 2011 i Vidor, Texas, var en amerikansk countrysångare. Hon nådde topp 10 på den amerikanska countrysingellistan fem gånger mellan åren 1969 och 1977, med "Blanket on the Ground" från 1975 som enda listetta. Hon var känd för sin bluesröst.

## Diskografi (urval)
Album
- 1968 – The Voice of Billie Jo Spears
- 1969 – Mr. Walker, It's All Over
- 1969 – Miss Sincerity
- 1970 – With Love
- 1970 – Country Girl
- 1971 – Just Singin'
- 1975 – Blanket on the Ground
- 1975 – Billie Jo
- 1976 – What I've Got in Mind
- 1976 – By Request (med Del Reeves)
- 1976 – I'm Not Easy
- 1977 – If You Want Me
- 1978 – Lonely Hearts Club
- 1978 – Love Ain't Gonna Wait for Us
- 1979 – I Will Survive
- 1980 – Standing Tall
- 1981 – Only the Hits
- 1981 – Country Girl
- 1986 – Billie Jo Spears

Singlar (topp 10 på Billboard Hot Country Songs)
- 1969 – "Mr. Walker, It's All Over" (#4)
- 1975 – "Blanket on the Ground" (#1)
- 1976 – "What I've Got in Mind" (#5)
- 1976 – "Misty Blue" (#5)
- 1977 – "If You Want Me" (#8)